# International Quantum Communication Award
International Quantum Communication Award — международная награда в области квантовой физики, присуждаемая раз в два года. Спонсорами премии являются организаторы конференции International Conference on Quantum Communication, Measurement and Computing . Среди награждённых два лауреата Нобелевской премии.

## Лауреаты
- 1996 Чарльз Беннетт, Carl W. Helstrom[англ.], Александр Семёнович Холево, Horace P. Yuen
- 1998  Питер Шор, H. Jeff Kimble[англ.]
- 2000 Paul Benioff, Christopher Monroe[англ.] и    Дэвид Уайнленд
- 2002 Дэвид Дойч,  Серж Арош, Benjamin Schumacher[англ.]
- 2004 Richard Jozsa[англ.], Prem Kumar
- 2006 Уильям Вуттерс,   Хуан Игнасио Сирак и   Петер Цоллер, Филипп Гранжие[нем.]
- 2008 Jeffrey Shapiro[англ.], Акира Фурусава[яп.],  Антон Цайлингер
- 2010 Gerard J. Milburn[англ.], Masanao Ozawa[нем.], Christopher Fuchs, Александр Исаевич Львовский
- 2012 Jian-Wei Pan[англ.], Сет Ллойд
- 2014 Nicolas Gisin[англ.], Reinhard Werner
- 2016 Rainer Blatt[англ.], Экерт, Артур
- 2018 Carlton M. Caves[англ.], Nergis Mavalvala[англ.], David McClelland[англ.], Roman Schnabel